# Guillaume Ier de Hesse (1466-1515)
Pour les articles homonymes, voir Guillaume Ier.
Guillaume Ier, surnommé « l'Aîné » (der Ältere), est né le 4 juillet 1466 et mort le 8 février 1515. Il est landgrave de Basse-Hesse de 1471 à 1493.

## Biographie
Guillaume Ier est le fils aîné du landgrave Louis II de Basse-Hesse et de Mathilde de Wurtemberg. Il est très tôt sous l'influence religieuse de sa mère. Souffrant probablement de la syphilis, Guillaume Ier fait un pèlerinage en Terre Sainte en 1491-1492 durant lequel il confie le gouvernement de la Basse-Hesse à son frère cadet Guillaume II. À son retour, il abdique en faveur de Guillaume en 1493, puis se retire au château de Spangenberg.

## Mariage et descendance
En 1488, Guillaume Ier épouse Anne (bg) (1460-1520), fille de Guillaume II de Brunswick-Calenberg-Göttingen. Ils ont cinq enfants :
- Mathilde (1489-1489) ;
- Mathilde (1490-1558), épouse en 1527 le comte Conrad de Tecklembourg-Schwerin (de) ;
- Anne (1491-1513), nonne ;
- Catherine (morte en 1525), épouse en 1511 le comte Adam de Beichlingen ;
- Élisabeth (1503-1563), épouse en 1525 le duc Louis II des Deux-Ponts, puis en 1541 le comte Georges de Palatinat-Simmern-Sponheim.